# 七五三木敏幸
七五三木 敏幸（しめぎ としゆき、1958年12月13日- ）は、日本の実業家。元ポルシェジャパン代表取締役社長、現Hyundai Mobility Japan（ヒョンデ）代表取締役社長。群馬県沼田市出身。

## 概要
経営危機から倒産に至ったクライスラー社の日本での爆速再生や、わずか3000台程度に低迷していたポルシェの販売台数を２倍以上にまで引き上げ、顧客満足度を日本一にするなど、販売戦略およびマーケティング戦略の立案及び事業再生・立ち上げに優れた功績を残す。現在３社の役員を兼ねる一方、ダイムラー、フォルクスワーゲン、アウディ、ポルシェ、FCA等海外メーカーに多くの友人がいること、また国内自動車ディーラーではトヨタ、日産などの国内ブランドのディーラー社長や、多くの輸入車ディーラーの社長に大変な数の知己があることから、自動車業界における日本、海外のスタートアップ企業をこれら大手の企業に紹介し彼らのチャンスを広げる活動を行なっている。スタートアップ企業の育成にも積極的に関与し、2021年には自動運転デバイスの開発企業であるSteraVisionの会長を務める。レース活動にも積極的に参加し、スーパーGTを主催しているGTアソシエイションの専務執行役員を約2年間務める。2021年にインドの新興ハイパーカーメーカーであるLAVUZAの社外取締役に就任。Sales及びMarketing部門のアドバイスを行なっている。また、2024年7月よりHyundai Mobility Japanのマネージングダイレクターに就任。2025年1月よりHyundai Mobility Japanの代表取締役社長に就任。一旦日本市場から撤退したHyundaiの日本市場再参入に尽力している。

## 人物・経歴
群馬県出身。群馬県立高崎高等学校を経て、1982年に一橋大学社会学部卒業後、地元に戻り群馬銀行に入社。フォルクスワーゲン・シロッコで碓氷峠の旧道を明け方まで走り、そのまま出勤することもあるほどの車好きであったことなどから転職を考え、1989年にメルセデス・ベンツ日本（MBJ）に入社。ダイムラー・クライスラー日本（DCJ）の営業部長を経て、2007年11月にMBJからの出向という形でクライスラー日本（CJ）の営業部長に就任。MBJでは営業からマーケティング、IT、ファイナンスなど自動車業界に必要な業務をほぼ全て経験し、知らない業務はないというレベルまで押し上げ、実務のプロとしての評価を確立した。
2009年7月CJの代表取締役社長兼最高経営責任者（CEO）就任。クライスラー本社の倒産による苦難を超え、新たな価格戦略を立案、3年後の2012年には倒産時の約３倍となる販売台数を記録した。当時のフィアットクライスラー両社のCEOであるセルジオ・マルキオンネを理想のCEO像として心酔していた。2012年7月にCJとフィアットグループオートモービルズジャパンとの統合によりフィアット・クライスラー・ジャパン（FCJ）となり、統合後は同社の営業本部長に就任。日本自動車輸入組合理事、中古車査定協会理事、公正取引委員会理事なども務めた。
2014年1月ポルシェジャパンの代表取締役社長就任。同年4月にはポルシェ・パナメーラSEハイブリッドを公開、記者会見で「ポルシェはポルシェらしくあるべきというのが最も大きなことだ。」とした。就任中特にモータスポーツには力を入れ、ポルシェ・カレラカップ・ジャパンおよびポルシェスプリントチャレンジの全戦にカッププレゼンターとして参加。スカラシッププログラムを創設し、小河諒、元嶋佑弥、上村優太、笹原右京などの若手ドライバーを選出し、育成に力を入れた。。また、日本におけるポルシェのあるべき姿の象徴として、木更津にポルシェ・エクスペリエンスセンターを開設するために奔走し、2018年12月に世界で９番目のポルシェエクスペリエンスセンターの建設について発表を行なった。
2020年ケーニグセグ・ビンゴスポーツジャパン（旧ケーニグセグ ジャパン）CEOに就任。日本におけるハイパーカーの浸透に一役をかった。
2023年7月ブガッティ大阪のブランドマネージャーに就任し、日本でのブガッティの拡販に力を注ぐ。
2024年7月1日、Hyundai Mobility Japan（ヒョンデ）のマネージングダイレクター（MD）に就任。

2025年1月6日、Hyundai Mobility Japan（ヒョンデ）の代表取締役社長に就任。